# Vaux-Saules
Vaux-Saules ist eine französische Gemeinde mit 168 Einwohnern (Stand: 1. Januar 2022) im Département Côte-d’Or in der Region Bourgogne-Franche-Comté (vor 2016 Bourgogne). Sie gehört zum Arrondissement Dijon und zum Kanton Is-sur-Tille. Die Einwohner werden Saulivallois genannt.

## Geographie
Vaux-Saules liegt etwa 22 Kilometer nordwestlich von Dijon. Umgeben wird Vaux-Saules von Pellerey im Nordwesten und Norden, Lamargelle im Norden und Nordosten, Francheville im Osten, Saint-Martin-du-Mont im Süden, Saint-Seine-l’Abbaye im Süden und Südwesten, Champagny im Südwesten und Westen sowie Poncey-sur-l’Ignon im Westen und Nordwesten.

## Bevölkerungsentwicklung
| Jahr                       | 1962 | 1968 | 1975 | 1982 | 1990 | 1999 | 2006 | 2013 | 2019 |
| Einwohner                  | 163  | 150  | 128  | 105  | 111  | 133  | 151  | 178  | 168  |
| Quellen: Cassini und INSEE |      |      |      |      |      |      |      |      |      |

## Sehenswürdigkeiten

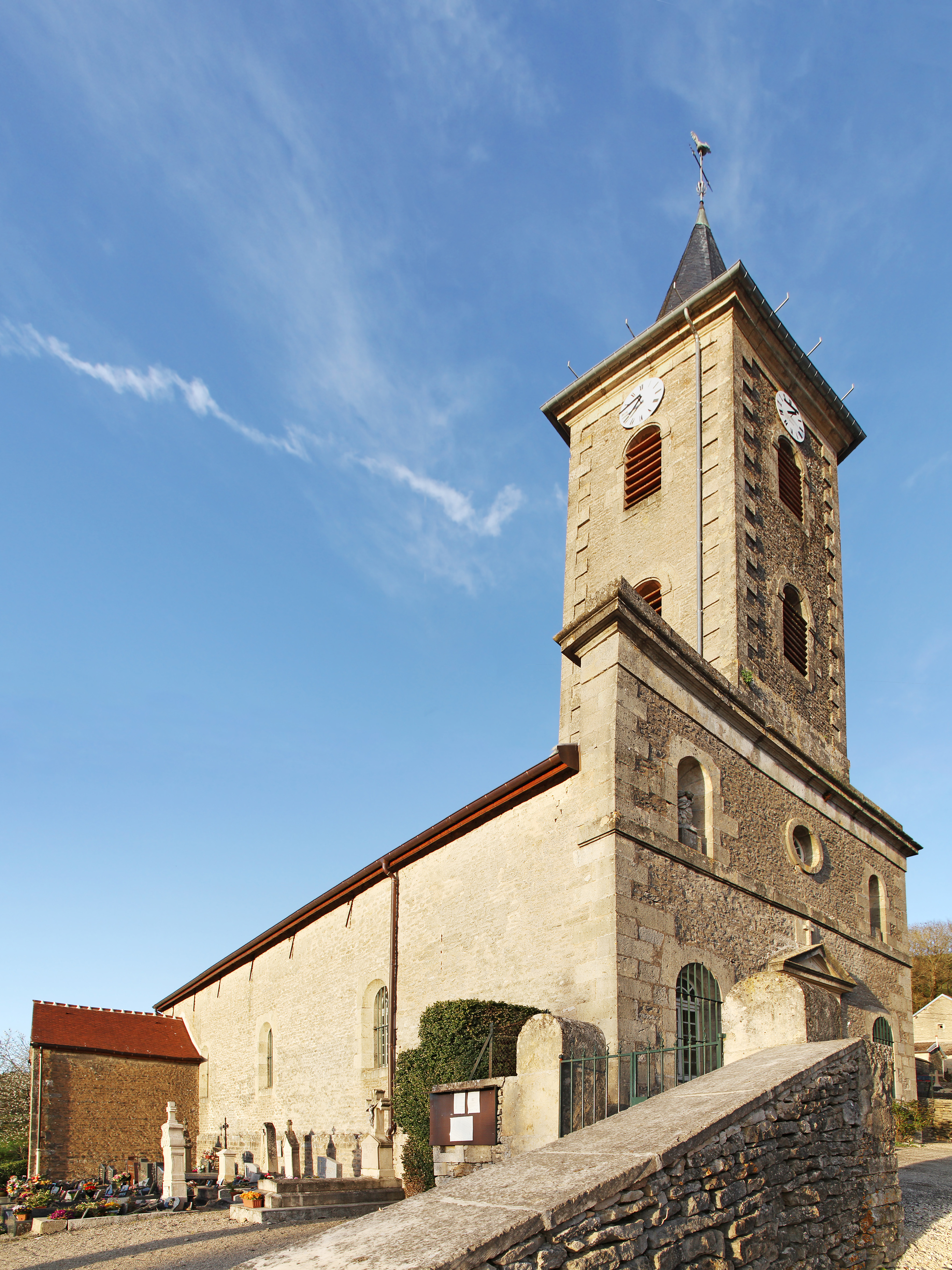
Kirche Saint-Pierre

- Kirche Saint-Pierre